# Jellingestijl
De Jellingestijl is de naam van een decoratieve Vikingstijl die genoemd is naar een zilveren beker gevonden in een Vikinggraf en een steen die diende als monument bij hetzelfde graf. Beide objecten komen uit het Deense plaatsje Jelling, waaraan de stijl zijn naam ontleent.
De beker is gevonden in het graf van de ouders van Harald Blauwtand: respectievelijk Gorm de Oude en zijn vrouw Thyre. De steen is opgericht door Harald Blauwtand als grafmonument bij dit graf. Het graf is een grote tumulus met daarin de resten van Gorm en waarschijnlijk heeft het ook de resten van zijn vrouw Thyre bevat. Het graf is in de oudheid al geplunderd en gedeeltelijk verwoest door een iets later aangelegde zuidelijke tumulus. Deze zuidelijkere tumulus is mogelijk als cenotaaf door Harald voor zijn ouders opgericht, of misschien bedoeld voor Harald zelf. Duidelijk is wel dat er geen menselijke resten of tekenen van begraving zijn aangetroffen in deze zuidelijke "graf"heuvel.
Een anekdote bij de Jellinge Vikingstijl is dat de stijl oorspronkelijk Jelling genoemd was, naar de plaats, maar door een misspelling werd de naam 'Jellinge' in de wereld geholpen en deze wordt tegenwoordig in de archeologie als de standaardnaam voor de stijl gebruikt.

## De kenmerken van de stijl

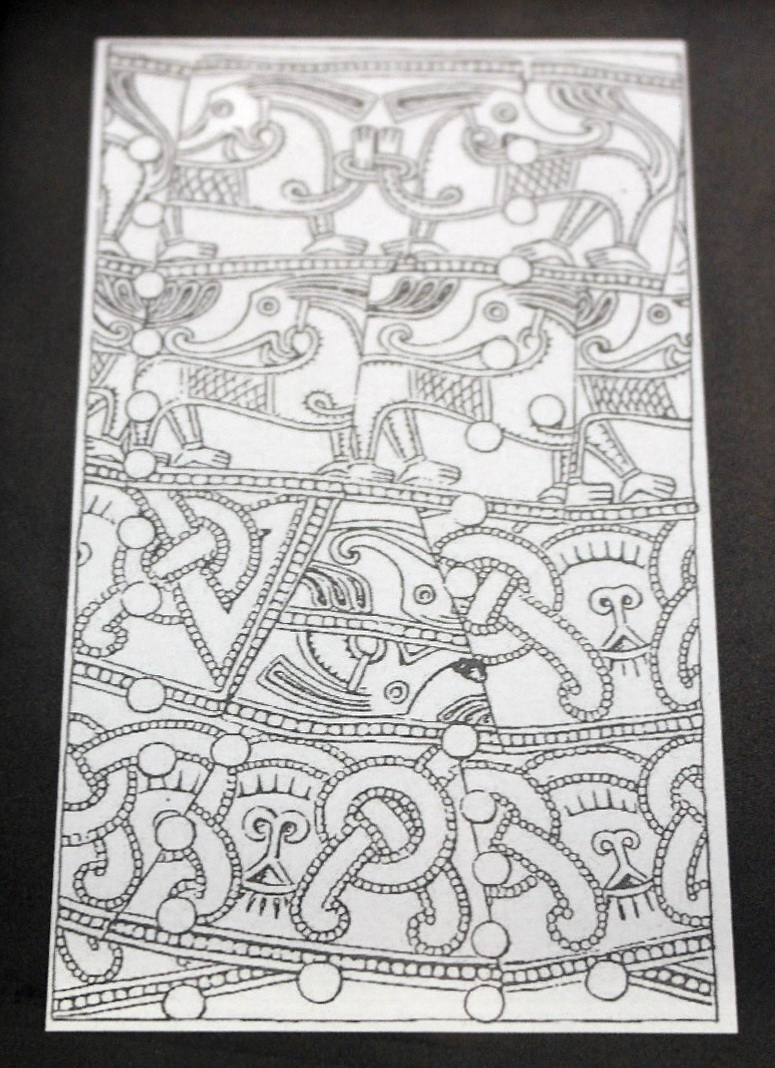
Decoratiepatroon op de Maastrichtse Vikinghoorn, 10e eeuw

Typisch voor de Jellingestijl is dat de aanwezige dierlijke figuren en profile zijn weergegeven. Ze hebben vaak heraldisch aandoende poses en gaan niet zozeer op in de decoratie, wat bij andere Vikingstijlen vaak wel het geval is. Ze worden niet binnen een kader geplaatst, maar het kader lijkt meer om de dieren heen geplaatst te zijn, waardoor ze vrijer en meer op zichzelf komen te staan.
Doordat de dieren van deze zijkant bekeken worden is ook de (meestal) open bek met gekrulde lip duidelijk te zien. Deze lip is een van de belangrijke kenmerken van de Jellingestijl en is niet terug te vinden bij de andere stijlen. Naast deze typische lip bij de dierenkoppen ziet men vaak lange zogenaamde 'pigtails' bij dieren in de Jellingestijl. De pigtails zijn een soort staartjes op het hoofd, al zouden ze ook als een hoorn of gewei-achtig element benoemd kunnen worden. Deze staarten op het hoofd kunnen vrij lang zijn en zelfs om het lichaam heen krullen. Soms hebben de hoofden onder de kin ook een hangend vel, die ook weer om het lichaam heen kan krullen, maar dit element is niet altijd aanwezig.
De grijpende dierenpoten die bij andere stijlen vaak voorkomen ontbreken bij de Jellingestijl; bij de Jellingestijl zijn de poten meestal open en hebben ze een u-vorm, zonder bijvoorbeeld het lichaam of het kader vast te grijpen. De heupen van de beesten in Jellingestijl zijn vaak gekruld.
De Jellingestijl doet ook rustiger aan dan de andere Vikingstijlen, door de al eerder genoemde heraldische poses, de grotere symmetrie en doordat de dieren minder in een kader "gepropt" lijken. Er wordt ook minder gebruikgemaakt van kleine kronkelende dierachtige motieven, maar meer van grotere lintachtige wezens, die ook beter als dieren te herkennen zijn. De dieren zijn meestal met een soort S achtige curve neergezet, hebben soms een ladderachtig patroon in hun lichaam en een dubbele contourlijn.
Deze dieren zijn vrij lint- of slangachtig en minder abstract dan de dieren in veel voorgaande stijlen, maar het is absoluut nog geen natuurlijke weergave. De meeste dieren hebben ledematen, maar vertonen desondanks de lint- of slangachtige kenmerken. Een verdikking die de heupen aangeeft is meestal niet te herkennen, wat tegenovergesteld is aan de Borre-stijl, waarbij heupen vaak benadrukt werden.

### De tortoisebrocheuit Morberg,Noorwegen
Deze broche is in de Jellingestijl; de lintvormige dieren zijn hier een van de typische kenmerken van de Jellingestijl. Duidelijk te zien is het ladderpatroon in de lange lichamen die door elkaar krullen en met de koppen in het midden bij elkaar komen. Op het achterhoofd van de koppen zijn de zogenaamde vellen of lobben te zien, deze kronkelen verder over de broche en zijn kenmerkend voor de Jellingestijl.

### De broche uit OstraHerrestad,Zweden
Deze broche is ook een voorbeeld van een broche in de Jellingestijl. De gekrulde lippen op die koppen van de dieren ontbreken, mogelijk door invloed van de Borrestijl, maar de lintvormige lichamen zijn erg verwant aan de lichamen van de beesten op de Jellingebeker. De totale compositie van de gekrulde lichamen is symmetrischer en oogt minder druk dan veel voorgaande stijlen. In veel onderdelen van deze broche is ook goed de S-curve terug te vinden.

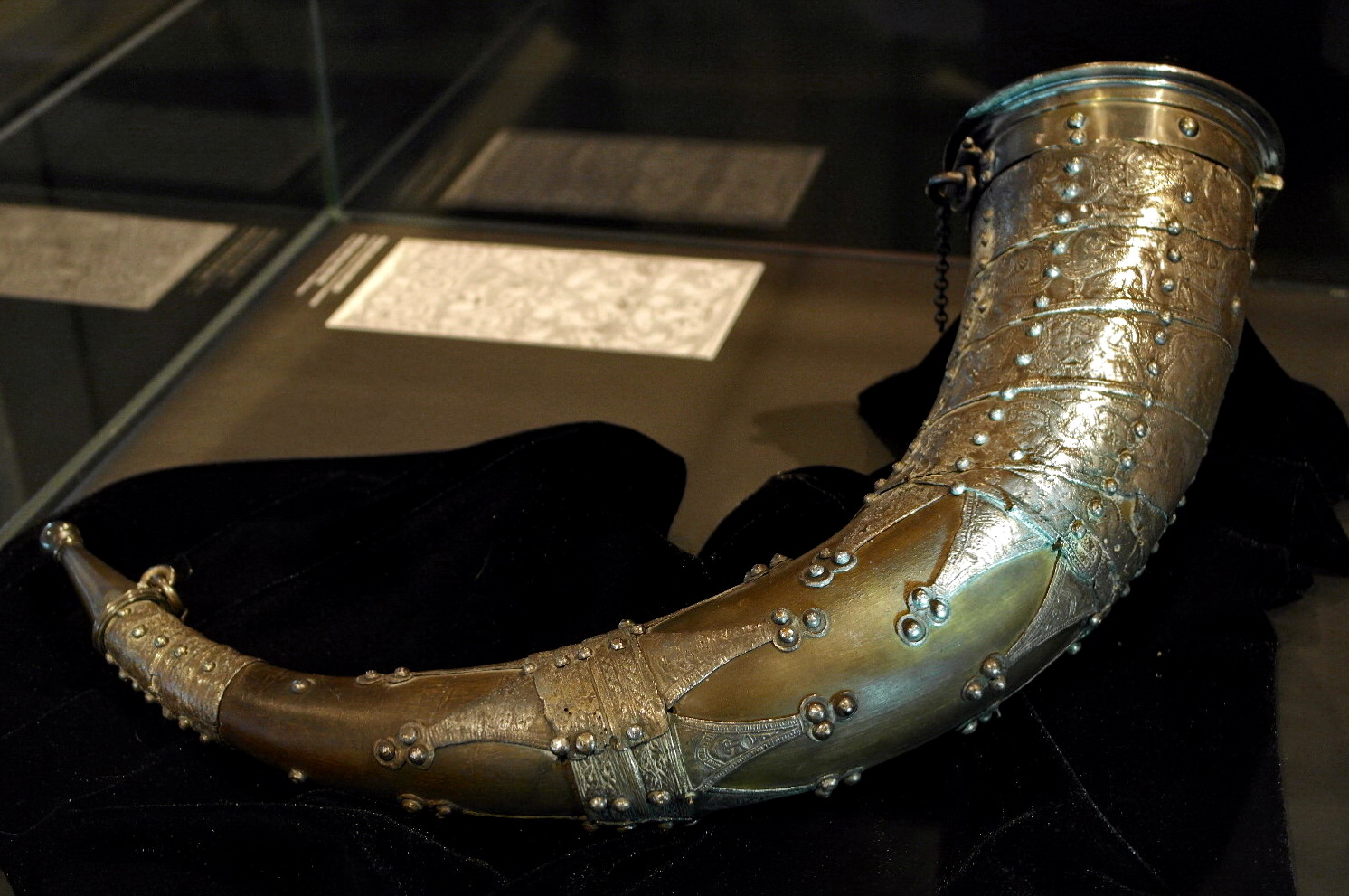
De Vikinghoorn in de Schatkamer van de Onze-Lieve-Vrouwebasiliek in Maastricht

### Het houten paardentuig vanSøllested,Denemarken
Deze boog is er één van een paar dat gevonden werd in Søllested op het eiland Funen. Veel van de kenmerken van de Jellingestijl zijn hier goed te zien. Bij de verschillende en profile weergegeven dierkoppen zijn de open bekken en typische gekrulde lippen duidelijk zichtbaar. De zogenaamde pigtails of huidlobben op het achterhoofd zijn ook hier aanwezig bij de middelste dierfiguren. Deze lobben leiden een eigen leven en krullen weer om de lichamen heen. De dierfiguren in het midden hebben ladder motieven in hun lintvormige lichaam en ze staan met de koppen van elkaar af, beide in een soort “heraldische” pose. Door dit soort symmetrie straalt de decoratie ook meer rust uit dan veel van de andere Vikingstijlen.

### DeVikinghoorninMaastricht, Nederland
De herkomst van deze runderhoorn in de Schatkamer van de Onze-Lieve-Vrouwebasiliek is onbekend, maar de patronen in het loodzilverbeslag vertonen duidelijk de kenmerken van de Jellingestijl. Dat werd in 1938 al vastgesteld door de Nederlandse archeologe Anna Roes van de Rijksuniversiteit Utrecht. In de Maastrichtse Onze-Lieve-Vrouwekerk deed (en doet) de drinkhoorn dienst als reliekhoorn.

## Een gecompliceerde stijl
De Jellingestijl representeert een grote verscheidenheid. Binnen de stijl is er veel verschil te zien wat al dan niet samenhangt met de staat van de vondst en het vakmanschap van de maker.
Ook is er de tijdsoverlap tussen verschillende stijlen, waardoor de Jellingestijl tegelijkertijd naast andere Vikingstijlen voorkomt. Er is zelfs sprake van objecten met twee stijlen, de Jellinge- en Borrestijl naast elkaar, of hybride vormen waar beide stijlen gemengd zijn. Dit is bijvoorbeeld op een hanger uit Vårby in Zweden, waar een dier in Jellingestijl, toch zichzelf grijpt, typisch voor de Borre-stijl, maar wat normaal bij de Jellingestijl niet voor komt.
In de door de Vikingen veroverde gebieden kwam de Jellingestijl ook voor. Bijvoorbeeld veel van de beeldhouwkunst uit deze periode op het eiland Man is in de Jellingestijl, een zwaardschede uit het Britse York is gedecoreerd in de Jellingestijl en een deksel van een metalen kistje in het the British Museum is in Jellingestijl, zij het van mindere kwaliteit.
Er bestaat een discussie of de Jellingestijl de kunst op de Britse eilanden heeft beïnvloed, of dat veel elementen uit de Jellingestijl juist van de Britse eilanden komen. Volgens Wilson en Huphauf is de juiste theorie dat de Jellingestijl zich vanuit Scandinavië verspreid heeft, wat ook te zien is aan de doorlopende ontwikkeling en overloop van de verschillende Vikingstijlen in elkaar. Maar er is wel duidelijk insulaire invloed in de Jellingestijl te ontdekken. Al is de term insulair misschien verkeerd, aangezien veel van de insulaire invloed van Scandinavische emigranten kwam, die zich op de Britse eilanden gevestigd hadden. Beter is het daarom om te spreken over een Scandinavisch-Insulaire invloed op de Jellingestijl, welke wel duidelijk uit de inheems Scandinavische stijlen geëvolueerd is.